# Gregory Wüthrich
Gregory Kwesi Wüthrich (* 4. Dezember 1994 in Bern) ist ein Schweizer Fussballspieler ghanaischer Abstammung, der als Innenverteidiger spielt.

## Karriere

### Vereine
Wüthrich spielte im Juniorenalter beim SC Holligen 94 und beim SC Bümpliz 78. Im Nachwuchsalter wechselte er in die Juniorenabteilung des BSC Young Boys. Am 2. Februar 2014 kam er im Spiel gegen den FC Thun zu seinem Debüt in der Super League, gut drei Monate später erhielt er einen Profivertrag. In der Saison 2013/14 kam er auf acht Meisterschaftseinsätze und erzielte dabei ein Tor. In der Saison 2014/15 wurde er an den Grasshopper Club Zürich ausgeliehen und auf die Meisterschaft 2015/16 hin wieder zurück zu den Young Boys geholt. Im September 2019 wechselte Wüthrich nach Australien zu Perth Glory. Für Perth kam er zu 18 Einsätzen in der A-League.
Zur Saison 2020/21 wechselte er nach Österreich zum SK Sturm Graz, bei dem er einen bis Juni 2022 laufenden Vertrag erhielt. Dieser Vertrag wurde anschliessend um weitere drei Jahre verlängert. Wüthrich absolvierte insgesamt 131 Partien in der Bundesliga, in denen er zehn Tore erzielte. Mit Sturm wurde er jeweils zweimal Meister und Cupsieger.
Nach fünf Jahren in Graz kehrte Wüthrich zur Saison 2025/26 zu den Young Boys zurück.

### Nationalmannschaft
Wüthrich debütierte im September 2024 in der UEFA Nations League gegen Dänemark in der Schweizer Nationalmannschaft.

## Erfolge
BSC Young Boys
- Schweizer Meister 2018 und 2019

SK Sturm Graz
- Österreichischer Meister: 2024, 2025
- Österreichischer Cup-Sieger: 2023, 2024